# Malvina d'Albufera
Pour les articles homonymes, voir Alaux.
Éléonore Isabella Malvina-Schickler, connue sous le nom de Malvina d'Albufera, née le 28 août 1822 à Neuilly-sur-Seine et morte le 15 mai 1877 dans le 1er arrondissement de Paris, est une artiste-peintre française.

## Biographie
Fille d'un banquier prussien, Malvina d'Albufera est l'élève de Tony Robert-Fleury et Charles Müller, et expose entre 1855 et 1863.
Sœur de Fernand de Schickler, propriétaire du château de Bizy, près de Vernon, elle épouse Louis-Napoléon Suchet, maire de Vernon et duc d'Albuféra.

## Œuvres
- La Pythonisse, Vernon, Musée Alphonse Georges Poulain[2]
- Jeune femme frappée par la mort au sortir d’un bal, Vernon, Musée Alphonse-Georges Poulain, Cabinet de dessins[3]